# Sandovalina
Sandovalina este un oraș în São Paulo (SP), Brazilia.